# Јелена, жена које има
Јелена, жена које има: краковска биографија Иве Андрића (пољ. Helena, kobieta, której nie ma i która jest) је биографија Иве Андрића коју је написала слависта Силвија Новак Бајцар (пољ. Sylwia Nowak Bajcar) (1971), објављена 2012. године. Српско издање објавила је издавачка кућа "Службени гласник" из Београда.

## О аутору
Силвија Бовак Бајцар, слависта, је рођена 1971. године у Кракову у Пољској. Запослена је на Институту за словенску филологију Јагелонског зниверзитета у Кракову. Предаје књижњвност 20. и 21. века. Ауторка је већег броја чланака, есеја, превода и књига.

## О књизи
Ко је била жена у приповетци Иве Андрића Јелена, жена које нема је питање на које је покушала у овој књизи да одговори ауторка Силвија Бовак Бајцар.
Иво Андрић је уочи Првог светког рата 1914. године боравио у Кракову где је био на студијима. Тамо је тада упознао шеснаестогодишњу Јелену Иржиковску, која му није узвратила љубав, али се сматра да је оставила дубок траг у његовом стваралаштву.
Андрић је у Кракову боравио свега три месеца. Атентат у Сарајеву и почетак Првог светског рата су разлози његовог повратка у домовину. Љубав из Кракова је носио у срцу целог живота, она му је била инспирација у многим његовим делима.
Силвија Новак Бајцар је успела да одговори на питање ко је била Јелена, трајна инспирација Андрићеве прозе. Како је дошла до тог открића и шта је још до сада незабележено пронашла о Андрићевом животу налази се у овој биографији.

### Писмо из 1961. године
Траг о жени која је била инспирација за лик у приповетци Јелена, жена које нема, као и другим делима, налази се у облику писма које се чува у архиву САНУ у Београду. У писму Пољакиња после 40 година ћутања Иви Андрићу честита добијање Нобелове награде.
Текст писма гласи:
```
"Драги Иво! Не знам да ли се сјећате Кракова, ул. Бонеровске и фамилије Иржиковски. Ја сам Јелена Иржиковска (Пуца) сада стара удова Лутавска. Морам вам послати срдачне честитке за вашег „Нобела”. Много сам заборавила изразе, али ако ми хоћете отписати, пишите можда вам могу писати пољски. Читала еам све ваше књиге које су преведене на пољски, али драго би ми било да их читам у оригиналу. Нећу више писатн само вас срдачно поздрављам и чекам на одговор. Ваша стара пријатељица Јелена." (Краков, 15. 11. 1961)
```